# Стшешево (Підляське воєводство)
Стшешево (пол. Strzeszewo) — село в Польщі, у гміні Снядово Ломжинського повіту Підляського воєводства.
Населення — 60 осіб (2011).
У 1975-1998 роках село належало до Ломжинського воєводства.

## Демографія
Демографічна структура станом на 31 березня 2011 року:
|          | Загалом | Допрацездатний вік | Працездатний вік | Постпрацездатний вік |
| -------- | ------- | ------------------ | ---------------- | -------------------- |
| Чоловіки | 28      | 6                  | 19               | 3                    |
| Жінки    | 32      | 9                  | 15               | 8                    |
| Разом    | 60      | 15                 | 34               | 11                   |